# 9.º distrito electoral de Chile
El noveno distrito electoral de Chile es un distrito electoral ubicado en la Región Metropolitana de Santiago que elige siete diputados para la Cámara de Diputados de Chile. Fue creado en 2018 a partir de los antiguos decimoséptimo, decimoctavo,  y decimonoveno distritos. Según el censo de 2017, posee 969 806 habitantes.

## Composición
| Código | Comuna | Comuna        | Población (2017) |
| ------ | ------ | ------------- | ---------------- |
| 13159  |        | Recoleta      | 157 851          |
| 13167  |        | Independencia | 100 281          |
| 14107  |        | Quinta Normal | 110 026          |
| 14113  |        | Renca         | 147 151          |
| 14127  |        | Conchalí      | 126 955          |
| 14155  |        | Lo Prado      | 96 249           |
| 14156  |        | Cerro Navia   | 132 622          |
| 14158  |        | Huechuraba    | 98 671           |

## Representación
| 3 | 3 | 1 |

| 2 | 1 | 4 |

### Diputados
| Pactos y partidos políticos                                                                            |
| --- |
| Chile Vamos La Fuerza de la Mayoría Frente Amplio Chile Podemos + Partido Republicano Apruebo Dignidad |

| Periodo | Diputado | Diputado                   | Diputado | Diputado | Diputado             | Diputado | Diputado                 | Diputado                 | Diputado | Diputado                | Diputado               | Diputado | Diputado | Diputado            | Diputado | Diputado                        | Diputado             | Diputado | Diputado | Diputado            | Diputado | Mandato                                 |
| ------- | -------- | -------------------------- | -------- | -------- | -------------------- | -------- | ------------------------ | ------------------------ | -------- | ----------------------- | ---------------------- | -------- | -------- | ------------------- | -------- | ------------------------------- | -------------------- | -------- | -------- | ------------------- | -------- | --------------------------------------- |
| LV      |          | Érika Olivera de la Fuente |          |          | Jorge Durán Espinoza |          |                          | Sebastián Keitel Bianchi |          |                         | Cristina Girardi Lavín |          |          | Karol Cariola Oliva |          |                                 | Boris Barrera Moreno |          |          | Maite Orsini Pascal |          | 11 de marzo de 2018-11 de marzo de 2022 |
| LVI     |          | Érika Olivera de la Fuente |          |          | Jorge Durán Espinoza |          | José Carlos Meza Pereira |                          |          | Andrés Giordano Salazar |                        |          |          | Karol Cariola Oliva |          | 11 de marzo de 2022-En el cargo | Boris Barrera Moreno |          |          | Maite Orsini Pascal |          |                                         |

## Plebiscitos constitucionales

### Convención Constitucional
Según el Servel, los datos y resultados del plebiscito constitucional de entrada para una Convención Constitucional y plebiscito constitucional de salida para ratificar el proyecto constitucional fueron los siguientes:
| Plebiscito | Apruebo | Apruebo | Rechazo | Rechazo | Válidos | Válidos | Nulos  | Nulos | Blancos | Blancos | Emitidos | Electores totales | Participación % |
| Plebiscito | Votos   | %       | Votos   | %       | Votos   | %       | Votos  | %     | Votos   | %       | Emitidos | Electores totales | Participación % |
| ---------- | ------- | ------- | ------- | ------- | ------- | ------- | ------ | ----- | ------- | ------- | -------- | ----------------- | --------------- |
| 2020       | 393 804 | 85.16   | 66 224  | 14.32   | 460 028 | 99.48   | 1703   | 0.37  | 685     | 0.15    | 462 416  | 844 098           | 54.78           |
| 2022       | 328 806 | 46.90   | 356 330 | 50.83   | 685 136 | 97.73   | 11 726 | 1.67  | 4197    | 0.60    | 701 059  | 821 162           | 85.37           |